# Bâtiment du vieil hôpital de Valjevo
Le bâtiment du vieil hôpital de Valjevo (en serbe cyrillique : Зграда Старе болнице у Ваљеву ; en serbe latin : Zgrada Stare bolnice u Valjevu) se trouve à Valjevo, dans le district de Kolubara en Serbie. Il est inscrit sur la liste des monuments culturels protégés de la république de Serbie (identifiant no SK 885).

## Présentation

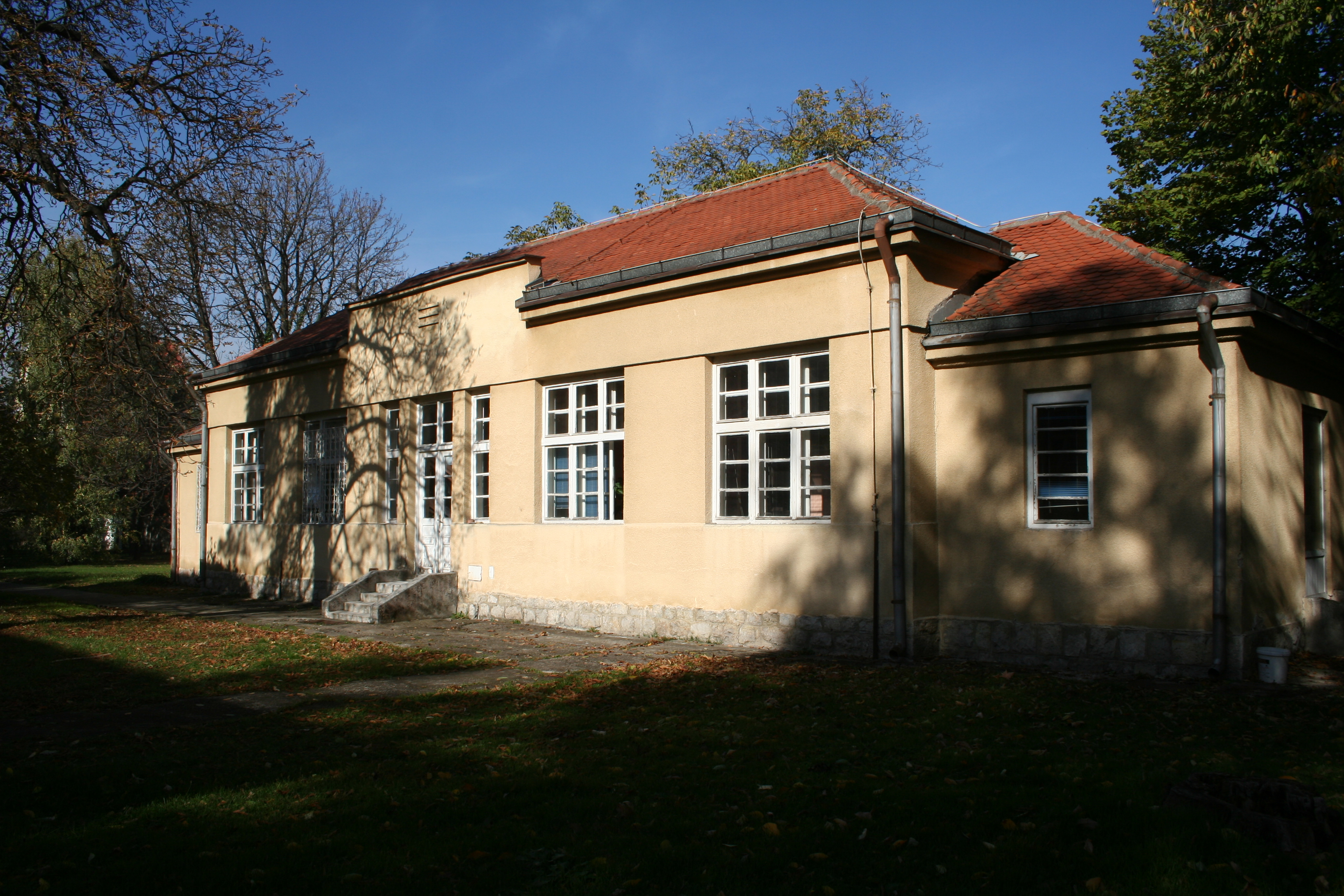
Le pavillon de chirurgie.

L'hôpital de district de Valjevo a été créé en 1867 et a d'abord été installé dans la maison privée du marchand Andonović, dans le centre-ville, dans la nouvelle čaršija. En 1885, de nouvelles installations dédiées ont été achevées dans la périphérie de Valjevo, construites sur la route de Šabac ; à cette époque, trois bâtiments ont été édifiés : deux pavillons pour les malades, l'un pour les hommes et l'autre pour les femmes, ainsi qu'un bâtiment administratif. En 1907, un autre pavillon a été construit, consacré à la chirurgie, conçu par l'architecte Jovan Ilkić selon des formes modernes et adapté à ses besoins spécifiques[réf. nécessaire]. Tous ces pavillons disposaient d'un sous-sol et étaient édifiés sur la base d'un rectangle allongé.
Aujourd'hui, le pavillon de chirurgie sert de dépôt aux archives historiques de Valjevo, le bâtiment administratif et le pavillon sud servent d'unités sanitaires à la garnison de la ville. Le pavillon nord a été détruit au moment de la construction de nouvelles installations militaires[réf. nécessaire].

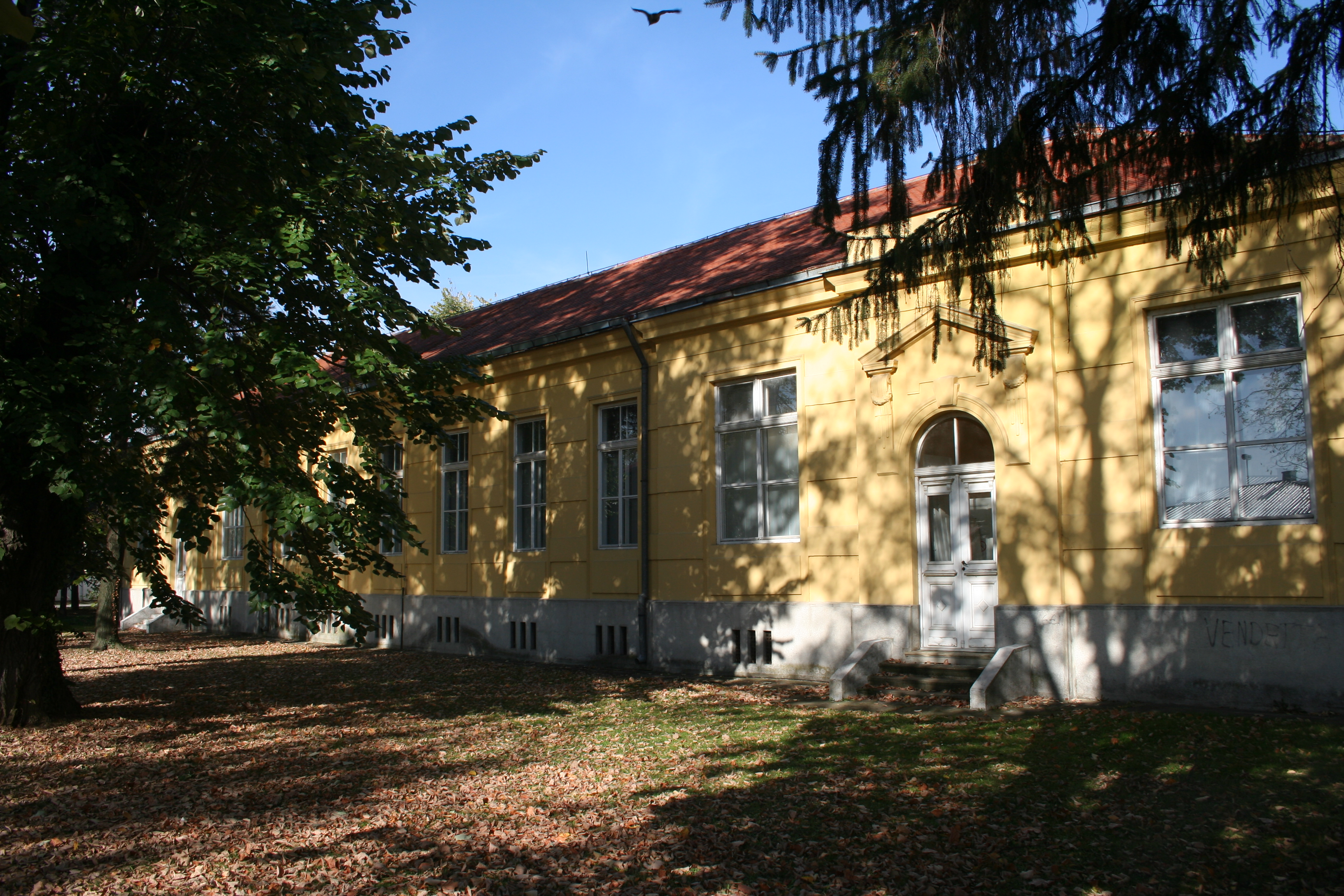
Autre vue du bâtiment des archives historiques de Valjevo.